# Muntanyes Richardson
Les muntanyes Richardson (en anglès Richardson Mountains) són una serralada que es troben a l'oest de la desembocadura del riu Mackenzie al nord de Yukon, Canadà. Discorren en paral·lel a la part més septentrional de la frontera del Yukon i els Territoris del Nord-oest. S'eleven fins als 1.240 msnm.
Tot i que algunes fonts consideren les muntanyes Richardson com a part de les Canadian Rockies, el límit septentrional més habitual de les Canadian Rockies es troba al riu Liard, que es troba més al sud. Les muntanyes Richardson formen part de la serralada Brooks, situada majoritàriament dins Alaska.
Les muntanyes Richardson van ser nomenades en record de Sir John Richardson, cirurgià, naturalista i explorador de l'Àrtida, formant part de dues d'expedicions amb John Franklin.